# Brus & knaster
brus & knaster är ett självständigt skivbolag baserat i Stockholm. brus & knaster producerar musik i fysisk och digital form och säljer den genom ett distributionsavtal med Playground Music. Bolaget startades 2009 av producenten Göran Petersson och formgivaren Johan Månsson med ambitionen att "låta utgivningen spreta på tvärs mot alla invanda genregränser".
Uppförandet av brus & knaster grundar sig i att Bonnier Amigo Music Group, där Petersson tidigare agerade producent och A&R, slutade finansiera sin utgivning av jazz, folkmusik och visa. Samtidigt började Bonnier Amigo även skära ner på sin personal. Petersson, som sedan tidigare arbetat med Månsson inom diverse projekt, bestämde sig därför att på eget bevåg starta en verksamhet liknande den han tidigare arbetat för, vilket resulterade i det nya bolaget.
Sedan 2009 har brus & knaster givit ut skivor med Tore Berger, Dan Berglund, Bröderna Lindgren, EP's Trailer Park, Folke, Gustaf Ljunggren, House of Tomidas, Johanna & Kökskvartetten, Leif Jordansson, The Tarantula Waltz, Nina Ramsby, Yosei och Johan Zachrisson.